# 高木徹
高木 徹（たかぎ・とおる、1965年7月1日 - ）は、日本のジャーナリストで、NHK職員（報道ディレクター）。

## 経歴
東京都出身。
- 1978年 - 東京教育大学附属小学校（現・筑波大学附属小学校）を卒業
- 1984年 - 筑波大学附属中学校・高等学校を卒業
- 1985年 - 東京大学文科三類に入学
- 1989年 - 1年間ボストンに語学留学
- 1990年 - 東京大学文学部西洋近代語近代文学専修課程を卒業
- 1990年 - ディレクターとしてNHKに入局

静岡局、福岡局を経て、現在本部報道局勤務。
2000年10月放送のNHKスペシャル「民族浄化～ユーゴ・情報戦の内幕～」が、優秀なテレビ番組に贈られるカナダの第22回バーフテレビ祭「ロッキー賞（社会・政治ドキュメンタリー部門）」候補作になる。同番組の取材をもとに執筆した『ドキュメント　戦争広告代理店―情報操作とボスニア紛争』が大きな話題を集め、第24回講談社ノンフィクション賞・第1回新潮ドキュメント賞を受賞した。
第2作の『大仏破壊―バーミアン遺跡はなぜ破壊されたのか』で第36回大宅壮一ノンフィクション賞を受賞。
2016年12月放送で企画・脚本・監督を務めた『ドラマ 東京裁判』は、国際エミー賞にノミネートされた。

## 関わった番組
- NHKスペシャル『沸騰都市』（2008・2009年）

## 著書
- 『ドキュメント戦争広告代理店――情報操作とボスニア紛争』（講談社, 2002年／講談社文庫, 2005年）ISBN 978-406210860-7
- 『大仏破壊――バーミアン遺跡はなぜ破壊されたか』（文藝春秋, 2005年／文春文庫, 2007年）ISBN 978-416366600-6
- 『「バレンタイン流マネジメント」の逆襲』（講談社, 2006年） ISBN 978-406213348-7
- 『国際メディア情報戦』講談社現代新書、2014